# Jamalo-něnecký autonomní okruh
Jamalo-něnecký autonomní okruh (rusky Яма́ло-Не́нецкий автоно́мный о́круг, něnecky Ямалы-Ненёцие автономной ӈокрук) je administrativní částí Ruska (autonomní okruh) a součást Ťumeňské oblasti. Je začleněn do Uralského federálního okruhu.
Rozprostírá se ve střední části arktické oblasti Ruska, na severu západní Sibiře. Jeho součástí je i skupina ostrovů v Karském moři (např. Bílý ostrov), které ho omývá ze severu a poloostrov Jamal, který dal celému okruhu jméno.

## Historie
První lidé se usadili na Jamalu asi v 5. tisíciletí př. n. l., aby zde lovili divoké soby. Dokazují to archeologické objevy poblíž řeky Jortajacha.
První zmínky o této oblasti a jejich obyvatelích jsou již z 11. století, kdy „Konce světa“ (to je doslovný překlad slova Jamal z něnečtiny) dosáhli obchodníci z Novgorodu. Od roku 1187 bylo území na dolním toku Obu podřízené Novgorodu až do jeho pádu. Od roku 1502 spadalo pod správu moskevských knížat. V roce 1592 car Fjodor zorganizoval výpravu, jejímž cílem bylo konečné podmanění oblastí kolem řeky Ob. V roce 1595 jedna z kozáckých jednotek vybudovala pevnost Obdorsk (nyní hlavní město Jamalskoněneckého AO – Salechard). O 6 let později v roce 1601 byla založena pevnost Mangazeja na řece Taz, která se stala hlavní základnou pro další dobývání Sibiře. Oblast měla obrovský ekonomický význam především z důvodu lovu kožešinové zvěře.
Jamalo-něnecký národnostní okruh byl oficiálně vyhlášen 10. prosince 1930 v rámci Uralské oblasti. 20. června 1933 byla vesnice Obdorsk přejmenována na město Salechard. Později byl okruh součástí Obsko-irtyšské a Omské oblasti. 14. srpna 1944 se stal součástí Ťumeňské oblasti. V roce 1977 byl statut okruhu změněn z národnostního na autonomní. 18. října 1991 vyhlásila Jamalskoněnecká republika deklaraci suverenity a od roku 1992 je plnoprávnou součástí Ruské federace.

## Oblastní symboly

### Vlajka
Vlajka Jamalo-něneckého autonomního okruhu je tvořena tmavě modrým listem, o poměru stran 2:3. Dle nevexilologického popisu vlajky v zákoně je ve vzdálenosti 1/7 šířky vlajky od dolního okraje vodorovný, červený proužek, široký 1/50 šířky vlajky. Nad ním je ve vzdálenosti 1/50 šířky listu bílý tradiční ornament kultur „národů Severu" (o šířce 4/25 šířky listu), který se skládá ze sedmi prvků.

## Geografie
Jamalo-něnecký autonomní okruh zabírá severní část Západosibiřské roviny a podnebí má především arktické a subarktické. Díky převažující nízké nadmořské výšce a vysokým srážkovým úhrnům je zde velké množství jezer a bažin. Do Karského moře, které je součástí Severního ledového oceánu, se zde vlévají řeky Ob (do Obského zálivu), Nadym, Pur a Taz. Obecně je pro klima typické velmi krátké léto a dlouhé a chladné zimy (až −50 °C). Léto trvá jen 50–60 dnů a je to jediné období v roce, kdy teplota vystoupá nad bod mrazu.
Okruh sousedí s Krasnojarským krajem, Něneckým autonomním okruhem, Komijskou republikou a Chantymansijským autonomním okruhem – Jugrou.

## Administrativní členění
Jamalo-něnecký autonomní okruh se administrativně člení na 7 rajónů a 7 měst oblastního významu (Nadym je součástí Nadymského rajónu).

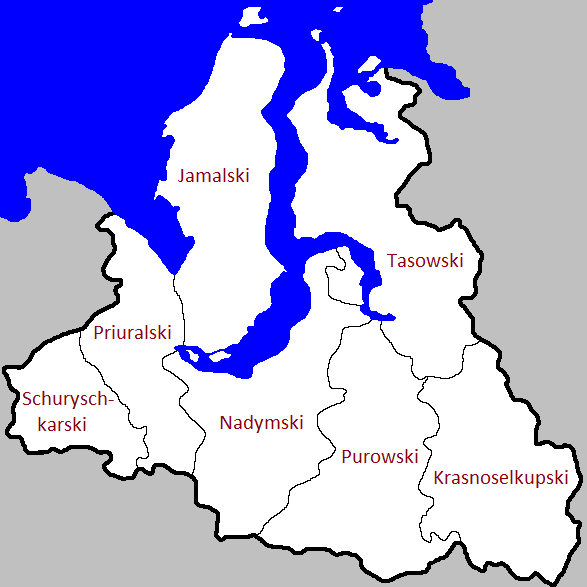
Členění okruhu do rajónů

## Hospodářství
Stejně jako ostatní sibiřské regiony, je i tento významný především díky ložiskům důležitých surovin. Je proto nazýván pánví („pánevní kostí“) ruské ekonomiky. Odhaduje se, že na jeho území se nachází až 90 % ruských (tzn. cca 1/3 světových) zásob zemního plynu a 10 % ruských zásob ropy. Okruh má sice jen 0,4 % z celkového počtu obyvatel Ruska, přispívá však do HNP 2,8 %.

## Doprava
Rozvoj dopravy je velmi úzce spojen s rozvojem těžby ropy a zemního plynu. Hlavní význam má železniční doprava, kterou nyní tvoří dvě hlavní trasy a další části jsou ve výstavbě. Automobilová doprava má význam především z hlediska přepravy nákladu mezi průmyslovými a těžebními centry a jednotlivými železničními stanicemi nebo přístavy. Osobní automobilová doprava je zatím omezena nedostatečnou infrastrukturou, která by měla být zlepšena po napojení na dálniční síť Ruska. Říční doprava je historicky velmi významná, především ve spojení směrem jih-sever. Významná je i námořní doprava po Severní mořské cestě do Murmanska, která bude využívána především na transport kapalného plynu. Nejdůležitějšími přístavy jsou Sabetta a Novyj Port.

## Obyvatelstvo
Celá oblast je velmi řídce osídlena a podle sčítání lidu r. 2002 zde žilo 507 006 obyvatel. Administrativním centrem je Salechard s 40 600 obyvateli, který ale není největším městem regionu. Největšími městy jsou Novyj Urengoj (117 000), Nojabrsk (109 900) a Nadym (48 500). Stejně jako jinde na Sibiři i zde tvoří původní obyvatelé Něnci pouze malou část – 5,9% obyvatelstva. Početně je převyšují imigranti z celého bývalého Sovětského svazu. Historický vývoj složení obyvatelstva:
|           | Sčítání 1939    | Sčítání 1959    | Sčítání 1970    | Sčítání 1979    | Sčítání 1989     | Sčítání 2002     | Sčítání 2010     |
| --------- | --------------- | --------------- | --------------- | --------------- | ---------------- | ---------------- | ---------------- |
| Něnci     | 13 454 (29,3 %) | 13 977 (22,4 %) | 17 538 (21,9 %) | 17 404 (11,0 %) | 20 917 (4,2 %)   | 26 435 (5,2 %)   | 29 772 (5,9 %)   |
| Chantové  | 5 367 (11,7 %)  | 5 519 (8,9 %)   | 6 513 (8,1 %)   | 6 466 (4,1 %)   | 7 247 (1,5 %)    | 8 760 (1,7 %)    | 9 489 (1,9 %)    |
| Komijci   | 4 722 (10,3 %)  | 4 866 (7,8 %)   | 5 445 (6,8 %)   | 5 642 (3,6 %)   | 6 000 (1,2 %)    | 6 177 (1,2 %)    | 5 141 (1,0 %)    |
| Selkupové | 87 (0,2 %)      | 1 245 (2,0 %)   | 1 710 (2,1 %)   | 1 611 (1,0 %)   | 1 530 (0,3 %)    | 1 797 (0,4 %)    | 1 988 (0,4 %)    |
| Rusové    | 19 308 (42,1 %) | 27 789 (44,6 %) | 37 518 (46,9 %) | 93 750 (59,0 %) | 292 808 (59,2 %) | 298 359 (58,8 %) | 312 019 (61,7 %) |
| Ukrajinci | 395 (0,9 %)     | 1 921 (3,1 %)   | 3 026 (3,8 %)   | 15 721 (9,9 %)  | 85 022 (17,2 %)  | 66 080 (13,0 %)  | 48 985 (9,7 %)   |
| Tataři    | 1 636 (3,6 %)   | 3 952 (6,3 %)   | 4 653 (5,8 %)   | 8 556 (5,4 %)   | 26 431 (5,3 %)   | 27 734 (5,5 %)   | 28 509 (5,6 %)   |
| Ostatní   | 871 (1,9 %)     | 3 065 (4,9 %)   | 3 574 (4,5 %)   | 9 694 (6,1 %)   | 54 889 (11,1 %)  | 71 664 (14,1 %)  | 87 001 (13,8 %)  |

Pohyb obyvatelstva (2005):
- Narození: 7148 (porodnost 13,6)
- Zemřelí: 3099 (úmrtnost 5,9)

Pohyb obyvatelstva (2007):[zdroj?]
- Porodnost: 14,09 na 1000 obyv.

- Úmrtnost: 5,39 na 1000 obyv.

- Přírůstek stěhováním: −1,2 na 1000 obyv.

- Míra přirozeného přírůstku: +0,87 %/rok

- Míra celkového přírůstku: +0,75 %/rok